# Hochschule für Musik Saar
Die Hochschule für Musik Saar ist die einzige musikalische Ausbildungsstätte mit Universitätsrang in der Saar-Lor-Lux-Region.

## Geschichte
Die Hochschule für Musik Saar (HfM Saar) in Saarbrücken wurde 1947 nach dem Vorbild des Conservatoire de Paris als „Staatliches Konservatorium Saarbrücken“ (Conservatoire de Sarrebruck) gegründet. Der erste Standort war die Villa Lambert im Saarbrücker Stadtteil Rotenbühl. Nach der Einrichtung der Institute für katholische Kirchenmusik (1951) und Schulmusik (1952) wurde das Konservatorium nach der Eingliederung des Saarlandes in die Bundesrepublik Deutschland 1957 in den Kreis der westdeutschen Musikhochschulen und als neuntes Mitglied in die Rektorenkonferenz aufgenommen.
1971 wurde die Saarbrücker Hochschule für Musik in die Trägerschaft des Saarlandes überführt und zog in einen Neubau in der Bismarckstraße in der Saarbrücker Innenstadt um. 1974 wurde im Konzertsaal der Hochschule für Musik eine Orgel von Johannes Klais (Bonn) eingeweiht. 1987 wird der Hochschule die Nutzung der Saarbrücker Schlosskirche übertragen. Ein Jahr später wurde der Erweiterungsbau der Hochschule (nach einem Entwurf des Architekten Karl Hanus) an der Bismarckstraße fertiggestellt.
Nach der Einrichtung eines neuen Studiengangs „Schauspiel“ 1990 wurde der Name der Hochschule 1994 als „Hochschule des Saarlandes für Musik und Theater“ festgelegt. 1995 wurde in der Stiftskirche St. Arnual eine neue Orgel von Kuhn (Männedorf) eingeweiht, die seitdem auch von der Hochschule genutzt wird. Nach der aufgrund eines Senatsbeschlusses der Hochschule vom 25. Oktober 2000 erfolgten Schließung des Studiengangs Schauspiel wurde die Hochschule 2002 in „Hochschule für Musik Saar“ (HfM Saar/University of Music) umbenannt. Im Herbst 2007 wurde der Hochschule die Nutzung der ehemaligen Schillerschule (Karlstraße 1/Bismarckstraße) übertragen.
Die derzeit etwa 450 Studierenden der Hochschule werden von 150 national und international renommierten Lehrkräften unterrichtet. Von Alter Musik bis zur Avantgarde bietet die Hochschule für Musik Saar ein breites Ausbildungsspektrum für die wichtigsten künstlerischen und künstlerisch-pädagogischen Musikberufe. Neben den klassischen Studiengängen wurden in den letzten Jahren die Studienangebote unter anderem auch in den Bereichen Elementare Musikpädagogik sowie Jazz und Aktuelle Musik erweitert. Die HfM Saar offeriert ihren Studierenden eine Fülle von Stipendien- und Fördermöglichkeiten sowie hochschuleigene Wettbewerbe.

## Standorte
Die Hochschule ist auf verschiedene Standorte in der Saarbrücker Innenstadt verteilt:
- Bismarckstraße 1, Saarbrücken-St. Johann (Hauptgebäude; ab dem Wintersemester 2025/2026 aufgrund umfassender Sanierungsmaßnahmen vorübergehend geschlossen)[7]
- Trierer Straße 2–4, Saarbrücken-St. Johann (Interims-Hauptgebäude)[7]
- Karlstraße 1/Bismarckstraße, Saarbrücken-St. Johann (ehemalige Schiller-Schule)
- Evangelisch-Kirch-Straße/Kronenstraße (Alte Evangelische Kirche)
- Bleichstraße 2a/2b, 66111 Saarbrücken (Schillerhof)

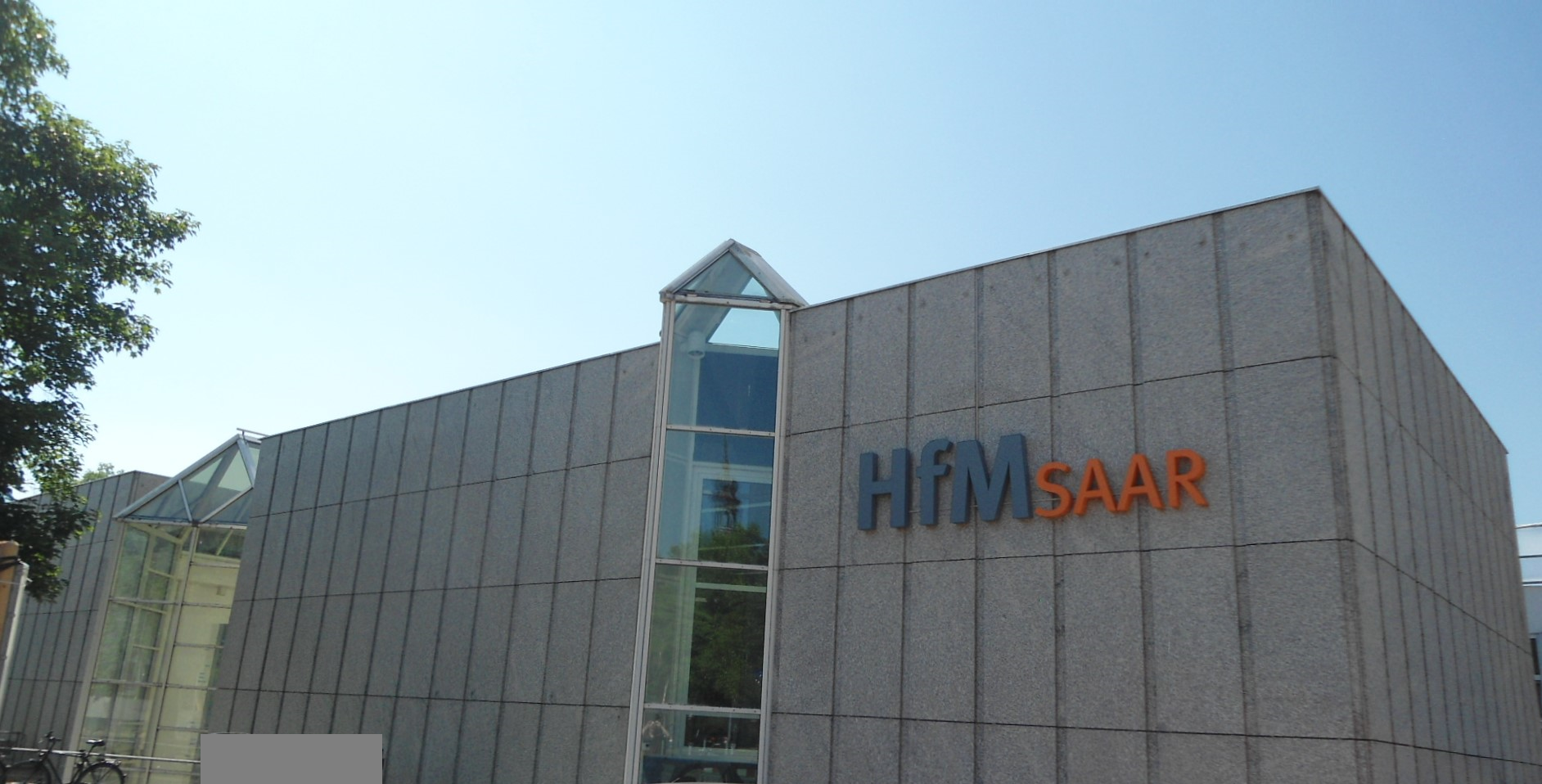
Das Hauptgebäude der HfM Saar in der Bismarckstraße wird ab 2025 umfassend saniert.

## Studium

### Struktur
Die Hochschule besteht aus zwei Fachbereichen:
- Fachbereich I „Bühne und Konzert“
- Fachbereich II „Reflexion und Vermittlung“

### Studienangebote
Bachelor und Master of Music, Konzertexamen, Promotion und Staatsexamen Lehramt in:
- Dirigieren (Chor und Orchester)
- Elementare Musikpädagogik (EMP)
- Gehörbildung
- Gesang/Musiktheater
- Jazz und Aktuelle Musik
- Kammermusik
- Kirchenmusik
- Komposition
- Künstlerisch-pädagogisches Profil
- Kulturmanagement
- Lehramt Musik
- Musiktheorie
- Neue Musik
- Orchestermusik
- Tasteninstrumente/Gitarre

### Konzerte und Summer School
Die Konzerte der HfM Saar sind ein fester Bestandteil des saarländischen Kulturlebens. Solisten, Ensembles, Jazz-Bands, Chöre und Orchester spielen innerhalb der Hochschule und bei ihren zahlreichen Gastspielen ein breites musikalisches Spektrum von Mittelalter bis Moderne, von Klassik bis Jazz. Zusätzlich findet seit 2016 in jedem Sommer die HFM Saar Summer School statt, die der Nachwuchs- und Talentförderung junger Musiker dient.

## Vereinigung der Freunde und Förderer der HfM Saar (FuF)
Die „Vereinigung der Freunde und Förderer der Hochschule für Musik Saar“ (FuF) wurde 1959 von einem kleinen Kreis von Musikliebhabern gegründet. Gegenwärtig zählt sie rund 900 Mitglieder. Die FuF unterstützt die Hochschule mit vielfältigen Maßnahmen; vor allem die Studierenden der HfM Saar profitieren von den Angeboten der Freundesvereinigung.

## Personen (Auswahl)

### Leitung
- Hans Peter Hofmann, Rektor
- Matthias Handschick, Prorektor für Studium und Forschung
- Frank Wörner, Prorektor für künstlerische Praxis
- Christine Baus, Kanzlerin

### Aktuelle Lehrkräfte
- Jörg Abbing, Professor für Improvisation, Orgelimprovisation und Schulpraktisches Klavierspiel
- Fedele Antonicelli, Professor für Instrumentalkorrepetition (war Absolvent)
- Beate Baron, Professorin für Musiktheater seit 2021
- François Bastian, Professor für Horn seit 2020
- Christian von Blohn, Lehrkraft für besondere Aufgaben seit 2009 (war Absolvent)
- Uwe Brandt, Lehrbeauftragter für Klavier seit 1982 (war Absolvent)
- Judith Braun, Lehrbeauftragte für Fachdidaktik Gesang seit 2020
- Krzysztof Chorzelski, Professor für Streichkammermusik seit 2022
- Michael Dartsch, Professor für Musikpädagogik seit 1996
- Manfred Dings, Professor für Musiktheorie seit 1989, Prorektor 1996–2012
- Vincent Dubois, Professor für Orgel und Improvisation seit 2022
- Thomas Duis, Professor für Klavier seit 1998, Rektor 2004–2012
- Joshua Epstein, Professor für Violine 1978–2005
- David Grimal, Professor für Violine seit 2009
- Georg Grün, Professor für Chorleitung seit 2012, Prodekan im Fachbereich II „Reflexion und Vermittlung“ (war Absolvent)
- Matthias Handschick, Professor für Musikpädagogik und Musikdidaktik seit 2015, Prorektor für Studium und Forschung seit 2024
- Arnulf Herrmann, Professor für Komposition seit 2014
- Hans Peter Hofmann, Professor für Violine seit 2010, Rektor seit 2024
- Robert Hofmann, Professor für Trompete seit 2011
- Stefan Jenzer, Professor für Gitarre seit 2014
- Jone Kaliunaite-Fassbender, Professorin für Bratsche seit 2005
- Toshiyuki Kamioka, Professor für Dirigieren seit 2004
- Thomas Keemss, Professor für klassisches Schlagzeug & Pauken seit 2009, Prodekan für die Lehramtsstudiengänge und Jazz seit 2024
- Rainer Kleinertz, Professor für Musikwissenschaft (in Zusammenarbeit mit der Universität des Saarlandes)
- Karl Ludwig Kreutz, Lehrbeauftragter für Orgelimprovisation und Liturgisches Orgelspiel
- Guilhem Kusnierek, Professor für Posaune seit 2022
- Stefan Litwin, Professor für Klavier, Kammermusik, Neue Musik und Interpretation seit 1992
- Szymon Marciniak, Professor für Kontrabass seit 2020
- Kristin Merscher, Professorin für Klavier seit 1990
- Tatevik Mokatsian, Professorin für Klavier-Kammermusik seit 2001, Prodekanin Soloinstrumente und Kammermusik im Fachbereich I „Bühne und Konzert“
- Sebastián Montes, Professor für Gitarre seit 2022
- Manuel Nawri, Professor für Dirigieren seit 2018
- Gordan Nikolić, Professor für Violine seit 2017
- Jörg Nonnweiler, Professor für Musiktheorie, Prorektor 2008–2020, Rektor 2020–2024 (war Absolvent)
- Hans-Jörg Neuner, Professor für Opern-Korrepetition seit 2013 (war Absolvent)
- Wilhelm Ohmen, Lehrbeauftragter für Klavier
- Gaby Pas-Van Riet, Professorin für Querflöte seit 1999
- Christian Pabst, Lehrbeauftragter für Jazz und Aktuelle Musik seit 2019
- Michael Pflumm, Professor für Gesang seit 2024
- Gustav Rivinius, Professor für Violoncello seit 1998 (war Absolvent)
- Guilhaume Santana, Professor für Fagott seit 2011
- Ulrike Schwarz, Professorin für Musikpädagogik
- Blaž Šparovec, Professor für Klarinette seit 2023
- Oliver Strauch, Professor für Jazz und Aktuelle Musik seit 2009 (war Absolvent)
- Nicolai Thärichen, Professor für Jazz seit 2022
- Matthias Wierig, Professor für Liedgestaltung seit 2002
- Yaron Windmüller, Professor für Gesang seit 1997
- Frank Wörner, Professor für Gesang seit 2012, Prodekan Studiengänge Gesang im Fachbereich I „Bühne und Konzert“
- Ruth Wörner, Gastprofessorin für Elementare Musikpädagogik seit 2024
- Ruth Ziesak, Professorin für Gesang seit 2008, Prodekanin

### Frühere Lehrkräfte
- Adrian Aeschbacher (1912–2002), Professor für Klavier 1965–1977
- Andreas Arand, Lehrbeauftragter für Orgel-Methodik und Orgel-Lehrversuche
- Armin Aussem, Professor für Oboe 1996–2009
- Barbara Barth, Lehrbeauftragte für Jazzgesang 2016–2022
- Tanja Becker-Bender, Professorin für Violine 2006–2009
- Walter Blankenheim (1926–2007), Professor für Klavier 1963–1992[9]
- Irmela Boßler, Lehrbeauftragte für Querflöte bis 1993
- Theo Brandmüller (1948–2012), Professor für Komposition, Analyse und Orgelimprovisation 1979–2005
- Shirley Brill, Professorin für Klarinette 2018–2021
- Eduard Brunner (1939–2017), Professor für Klarinette 1992–2007
- Rosemarie Bühler-Fey, Professorin für Gesang 1995–2017
- Ingeborg Danz, Gastprofessorin für Gesang
- Ulrike Dierick (1951–2020), Professorin für Violine 1976–2016
- Ludwig Doerr (1925–2015), Lehrbeauftragter für Orgel 1964–1971
- Markus Eichenlaub, Lehrbeauftragter für Orgel und Improvisation bis 2022
- Andor Foldes (1913–1992), Professor für Klavier 1957–1965
- Thomas Gabriel, Lehrbeauftragter für Partienstudium 1992–1997
- Irwin Gage (1939–2018), Professor für Liedbegleitung 2001–2011
- Martin Galling, Professor für Kammermusik 1970–2000
- Maurice Gendron (1920–1990), Professor für Violoncello 1954–1969
- Walter Gieseking (1895–1956), Professor für Klavier 1947–1956
- Raimund Gilvan (1934–2023), Professor für Gesang 1974–1999
- Bernd Glemser, Professor für Klavier 1989–1996
- Andreas Göpfert, Professor für Chorleitung 1996–2012
- Wilfried Gruhn, Lehrbeauftragter für Musikpädagogik 1972–1973
- Bernhard Haas, Lehrbeauftragter für Orgel 1989–1995
- Gerald Hambitzer, Lehrbeauftragter für Cembalo bis 1999
- Wolfgang Helbich (1943–2013), Gastprofessor für Chorleitung 1995–1996
- Volker Hempfling, Professor für Chorleitung 1985–1993
- Detlef Jacobsen, Professor für Schauspiel 1990–2000
- JOMI, Lehrbeauftragter für Pantomime und Körpersprache 1991
- Toshiyuki Kamioka, Professor für Dirigieren 2004–2016
- Alexandra Kertz-Welzel, Lehrbeauftragte für Musikpädagogik 2005–2011 (war Absolventin)
- Valery Klimov (1931–2022), Professor für Violine 1989–1996
- Siegfried Köhler (1923–2017), Professor für Dirigieren 1964–1974
- Heinrich Konietzny (1910–1983), Dozent für Komposition 1947–1963, Professor für Komposition, Instrumentation und Kammermusik 1963–1975
- Thomas Krämer, Professor für Musiktheorie und Gehörbildung 1985–2018, Rektor 1996–2004
- Bernhard Kratzer, Lehrbeauftragter für Trompete 1993–2007
- Clemens Kremer (1930–2000), Professor für Komposition 1970–1995 (war Absolvent)
- Peter Leiner (1962–2018), Lehrbeauftragter für Trompete 1993–1997, Professor für Trompete 1997–2018
- Robert Leonardy, Professor für Klavier 1971–2009 (war Absolvent)
- Hans Lonnendonker (1920–2007), Professor für Chorleitung 1949–1984
- Dieter Loskant (1926–2014), Professor für Orchesterdirigieren und Musiktheorie 1969–1983, Rektor 1973–1983
- André Luy (1927–2005), Professor für Orgel 1967–1990
- Wolfgang Mayer, Professor für Schulpraktisches Klavierspiel 2005–2025
- Jean Micault (1924–2021), Professor für Klavier 1979–2005
- Werner Müller-Bech (1931–2023), Professor für Klaviermethodik, Rektor 1983–1991 (war Absolvent)
- Lena Neudauer, Professorin für Violine 2010–2016
- Maki Namekawa, Lehrbeauftragte für Klavier 1997–2002 (war Absolventin)
- Siegmund Nimsgern, Professor für Gesang bis 1997 (war Absolvent)
- Rainer Oster, Lehrbeauftragter für Orgel 2010–2022 (war Absolvent)
- Max Pommer, Professor für Orchestererziehung und Dirigieren 1990–2005
- Diemut Poppen, Professorin für Bratsche 1990–2004
- Christian Rolle, Professor für Musikpädagogik 2003–2014
- Daniel Roth, Professor für Orgel 1988–1995
- Andreas Rothkopf, Professor für Orgel 1986–2022 (war Absolvent)
- Georg Ruby, Professor für Jazz 2002–2019
- Wolfgang Rübsam, Professor für Orgel 1997–2011
- Tatjana Ruhland, Lehrbeauftragte für Flöte 2009–2017
- Adolf Scherbaum (1909–2000), Professor für Trompete 1964–1977
- Hans Schmitt (1924–1995), Professor für Klavier 1968–1990
- Kurt Schmitt (1924–1992), Professor für Klavier 1968–1990
- Ekkehard Schneck (1934–2023), Lehrbeauftragter für Orgel bis 1997
- Paul Schneider (1920–2002), Professor für Orgel 1947–1985
- Martin Schulte, Lehrbeauftragter für Jazz und Aktuelle Musik
- Alexander Sellier, ehemaliger Professor für Klavier
- Jakob Stämpfli (1934–2014), Lehrbeauftragter für Gesang 1963–1969
- Christof Thewes, Lehrbeauftragter für Posaune 2000–2011
- Klaus Trumpf, Professor für Kontrabass 1991–1994
- Klaus Velten, Professor für Musiktheorie und Musikpädagogik 1979–2002, Rektor 1990–1995
- Maxim Vengerov, Professor für Violine 2000–2006
- Martin Welzel, Professurvertretung für Orgel 2006–2007 (war Absolvent)
- Claas Willeke (1966–2013), Professor für Jazztheorie, Komposition und elektronische Musik 2007–2013
- Tabea Zimmermann, Professorin für Bratsche 1987–1989

### Honorarprofessoren
- Anne Borg, Honorarprofessorin für Klavier seit 1998
- Jean Guillou (1930–2019), Honorarprofessor für Orgel 2015–2019
- Ansgar Krause, Honorarprofessor für Gitarre seit 1998
- Leo Krämer, Honorarprofessor für Orgel 1998–2011 (war Absolvent)
- Jörg Lieser, Honorarprofessor für Klarinette seit 2022
- Tanja Ponten-Stöbel, Honorarprofessorin für Gesang seit 2008 (war Absolventin)

### Absolventen
Absolventen, die an der Hochschule für Musik Saar später gelehrt haben, sind in den obigen Abschnitten angegeben.
- Joachim Arnold, Pianist und Dirigent
- Christian Barthen, Organist, Kirchenmusiker und Hochschullehrer
- Martin Berger, Dirigent, Musikwissenschaftler und Hochschullehrer
- Gerd Boder (1933–1992), Komponist
- Christian Bonath, Kirchenmusiker und Dirigent
- Bine Katrine Bryndorf, Organistin und Hochschullehrerin
- Franz Danksagmüller, Organist, Komponist und Hochschullehrer
- Helmut Deutsch, Organist und Hochschullehrer
- Nikola Dimitrov, Pianist
- Volker Ellenberger, Organist und Kirchenmusiker
- Klaus Fischbach (1935–2017), Kirchenmusiker und Komponist
- Helmut Freitag, Organist, Kirchenmusiker, Hochschullehrer und Musikwissenschaftler
- Zeynep Gedizlioğlu, Komponistin
- Wolfram Graf, Komponist, Pianist und Organist
- Hanno Haag, Komponist
- Anny Hwang, Pianistin
- Alexandra Kertz-Welzel, Pianistin, Musikpädagogin, Musikwissenschaftlerin und Universitätsprofessorin
- Thomas Kiefer, Kirchenmusiker und Hochschullehrer
- Manuel Krass, Jazzpianist
- Karl-Bernhardin Kropf, Organist und Kirchenmusiker
- Alexander Lauer, Organist, Dirigent und Kirchenmusiker
- Torsten Laux, Organist und Hochschullehrer
- Hannah Ley, Autorin und Schauspielerin
- Bernhard Leonardy, Organist und Kirchenmusiker
- Heinz Martin Lonquich, Pianist und Kirchenmusiker
- Alexander Mayer, Dirigent und Organist
- Alfred Müller-Kranich, Organist, Kirchenmusiker, Komponist und Hochschullehrer
- Karola Obermüller, Komponistin
- Christopher Park, Pianist
- Caroline Peters, Schauspielerin
- Peter Reulein, Organist und Kirchenmusiker
- Paul Rivinius, Pianist und Hochschullehrer
- Beate Rux-Voss, Organistin und Kirchenmusikerin
- Dominique Sauer, Organist und Kirchenmusiker
- Stefan Schmidt, Organist, Kirchenmusiker und Hochschullehrer
- Christian Schmitt, Organist und Hochschullehrer
- Wolfram Schmitt-Leonardy, Pianist
- Marc Schubring, Komponist
- Jonas Stark, Pianist
- Martin Tchiba, Pianist und Komponist
- Marlo Thinnes, Pianist
- Dieter Torkewitz, Musikwissenschaftler und Hochschullehrer
- Stefan Weiler, Kirchenmusiker und Dirigent
- Martin Welzel, Organist, Kirchenmusiker, Musikwissenschaftler und Hochschullehrer
- Michael Wendeberg, Dirigent und Pianist
- Stefan Wilhelmi, Schauspieler
- Ljiljana Winkler, Sopranistin
- Mehmet Yilmaz, Schauspieler

## Bibliographie
- Rektorat der Hochschule des Saarlandes für Musik und Theater (Hrsg.). 50 Jahre Hochschule des Saarlandes für Musik und Theater. Vom Konservatorium Saarbrücken zur Hochschule des Saarlandes für Musik und Theater. Saarbrücken: Eigenverlag, 1997.
- Hochschule für Musik Saar (Hrsg.). Festschrift 75 Jahre Hochschule für Musik Saar 1947–2022. Saarbrücken: Eigenverlag, 2022. Online verfügbar auf der Website der HfM Saar. Abgerufen am 17. August 2025.